# روی سیلوا
روی سیلوا (انگلیسی: Rui Silva؛ زادهٔ ۷ فوریهٔ ۱۹۹۴) بازیکن فوتبال اهل پرتغال است.
از باشگاه‌هایی که در آن بازی کرده‌است می‌توان به باشگاه ورزشی ناسیونال اشاره کرد.
وی همچنین در تیم‌های ملی فوتبال زیر ۲۰ سال پرتغال، و زیر ۲۱ سال پرتغال بازی کرده‌است.